# SMS Frauenlob
SMS Frauenlob var en tysk lätt kryssare av Gazelle-klass.  Det första fartyget som bar detta namn var en preussisk skonare som byggdes år 1853.  Fartygen namngavs efter den medeltida poeten Heinrich von Meißen, vars tillnamn var "Frauenlob" ("hyllning till kvinnan").
Fartyget byggdes av Weser AG i Bremen.